# Мотев, Иво
Иво Венциславов Мотев (болг. Иво Венциславов Мотев; род. 24 марта 2008, Плевен) — болгарский футболист, нападающий клуба «Левски».

## Карьера
Воспитанник клуба «Левски». Дебютировал на профессиональном уровне 12 апреля 2025 года в матче третьей лиги между фарм-клубом «Левски» и третьей командой ЦСКА 1948. 20 июля, в возрасте 17 лет, дебютировал за основной состав «Левски» в матче 1-го тура чемпионата Болгарии с клубом «Монтана» (5:0), в котором вышел на замену на 82-й минуте вместо Мустафы Сангаре.